# Tchécoslovaquie aux Jeux olympiques d'hiver de 1960
Cet article contient des informations sur la participation et les résultats de la Tchécoslovaquie aux Jeux olympiques d'hiver de 1960 à Squaw Valley aux États-Unis. La Tchécoslovaquie était représentée par 21 athlètes. 
La délégation tchécoslovaque a récolté une médaille d'argent. Elle a terminé au 13e rang du classement des médailles.

## Médaille
| Médaille                           | Nom         | Sport               | Compétition       |
| ---------------------------------- | ----------- | ------------------- | ----------------- |
| Médaille d'argent, Jeux olympiques | Karol Divín | Patinage artistique | Individuel hommes |